# Орлов, Борис Павлович (экономист)
Бори́с Па́влович Орло́в (21 марта 1922, Одесса, УССР — 30 декабря 1991, Новосибирск, Россия) — советский журналист, экономист, доктор экономических наук (1966), профессор (1967), специалист по экономической истории и региональной экономике.
Участник Великой Отечественной войны.

## Биография
Родился 21 марта 1922 года в Одессе. В 1943 году окончил Московский полиграфический институт. Получил профессию журналиста. Призван в Красную Армию 13.07.1943  Раменским РВК (Московская область, Раменский район). Рядовой; гвардии сержант. Был ранен. Воинские части: СПП Раменского ГВК
Раменский РВК, 232 отдельный запасной стрелковый полк; 
340 гв. ап Пензенский ВПП; Больше-Вьясский РВК
в/ч 10879, г. Саратов.
В 1950 году окончил аспирантуру в МГУ, после чего работал в московских вузах.
С 1962 года — работник Института экономики и организации промышленного производства СО АН СССР, в котором занимал должности и. о. заведующего сектором, заведующего сектором ЛЭМИ (1962—1966), заместителя директора (1967—1969), и. о. заведующего сектором (1969—1986); с 1986 года —  главный научный сотрудник этой организации.
С 1981 по 1991 год был заместителем редактора журнала «ЭКО». Работал редактором журнала «Известия СО АН СССР. Серия общественных наук».
Сооснователь и первый декан экономического факультета НГУ (1967—1971).

## Деятельность
Читал курсы и спецкурсы экономической истории страны в период XX века. Внёс существенные дополнения в ретроспективный анализ динамики развития советской экономики (в частности, восточных регионов государства). В числе первых советских экономистов провёл исследовательский цикл, посвящённый реальной модели экономики СССР, её зарождению и процессам трансформации.

## Сочинения
- Развитие транспорта в СССР: 1917—1962. М., 1963;
- Сибирь сегодня: проблемы и решения. М., 1974;
- Сибирь: Достижения — проблемы — решения. М., 1977;
- Сибирь в едином народнохозяйственном комплексе. Новосибирск, 1980 (в соавт.)[1]

## Награды
Награждён орденами Отечественной войны I степени, «Знак Почёта» и медалями.